# 리포팅 툴
리포팅 툴(reporting tool)이란 시스템에서 추출한 결과 값을 표나 그래프 등을 사용한 보고서 양식으로 출력해 주는 개발툴을 말한다.
다음과 같은 리포팅 툴 제품이 있다.
- 리얼 리포트(Real Report) : (주)우리테크인터내셔날이 개발했다. 서버리스 제품으로 자바스크립트 라이브러리로 사용할 수 있는 뷰어와 윈도우 및 맥용 디자이너 프로그램을 함께 제공한다. 2022년 출시.

- 오즈 리포트(OZ Report) : (주)포시에스가 개발했다. 2000년 출시.
- 클립 리포트(CLIP Report) : ㈜클립소프트가 개발했다. 원래 렉스퍼트(RExpert)라고 불렸으나, 2015년 클립 리포트(Clip Report)로 제품명을 변경했다.
- 마이슈트 리포트(MySuit Report) : ㈜유비스톰이 개발했다. 2012년부터 유비폼(UBIFORM Report)로 불렸으나, 2020년 브랜드를 마이슈트 리포트(MySuit Report)로 변경했다.
- 유비 리포트(UBI Report) : ㈜유비디시전이 개발했다.
- 크로닉스 리포트(Crownix Report) : ㈜엠투소프트가 개발했다. 기존에는 리포트 디자이너(Report Designer)라고 불렸으나, 크로닉스 리포트(Crownix Report)로 변경했다.
- AI리포트 (AI Report) : (주)액티브인트라가 개발했으며 영업,총판,기술지원 등은 (주)솔비텍 이 진행하고 있다.